# Wulfaz
Wulfaz ist ein Black-Metal-Duo aus Dänemark. Der Name steht im Urgermanischen für „Wolf“.

## Geschichte
Nur ein Jahr nach der offiziellen Gründung von Wulfaz erschien 2019 das Debüt Eriks Kumbl bei Tonewood Tapes im Kassettenformat. Die Künstler blieben ihrer Plattenfirma treu und veröffentlichten dort 2020 ihren zweiten Tonträger ᛋᚢᛏᛅ ᚱᚢᚾᛅᛣ als Kassette. Beide Werke erschienen als Kompilation Eriks Kumbl / Sotes Runer 2021 bei Wolfspell Records und Schattenpfade als CD bzw. LP.

## Stil
In einem Interview mit Musikreviews.de erklärte Schlagzeuger und Sänger Simon die Einflüsse der Band: Norwegischer Black Metal sei die Grundlage; „klar erkennbare Einflüsse“ kämen von Darkthrone, Taake und Bathory sowie vom Album Nattens Madrigal. Weitere Inspirationen seien „die frühen Alben von Enslaved“, Bands wie Martyrdöd und Skitsystem sowie Nihilist und Entombed und dazu Gruppen wie Wiegedood, Der Weg einer Freiheit und Solbrud.

## Diskografie
- 2019: Eriks Kumbl (Tonewood Tapes)
- 2020: ᛋᚢᛏᛅ ᚱᚢᚾᛅᛣ (Tonewood Tapes)
- 2021: Eriks Kumbl / Sotes Runer (Wolfspell Records, Schattenpfade)